# Argostemma nigrum
Argostemma nigrum är en måreväxtart som beskrevs av Murray Ross Henderson. Argostemma nigrum ingår i släktet Argostemma och familjen måreväxter. Inga underarter finns listade i Catalogue of Life.